# 동방명주탑
동방명주탑(중국어 간체자: 东方明珠塔, 정체자: 東方明珠塔, 병음: Dōngfāngmíngzhū Tǎ 둥팡밍주타[*])은 상하이에 있는 방송탑이다. 정식 명칭은 동방명주 방송탑(중국어 간체자: 东方明珠电视塔, 정체자: 東方明珠電視塔, 병음: Dōngfāngmíngzhū Diànshìtǎ 둥팡밍주 뎬스타[*])으로 황푸강변 푸둥 신구의 루자쭈이에 위치하고 있다. 반대쪽은 와이탄이다.
동방명주탑은 467m로 1991년 7월 30일에 착공하여, 1994년 10월 1일에 완공되었다. 현재 128층의 상하이 타워가 632m로 상하이 내에서도 1위 자리를 내주었으며, 이러 101층의 492m의 상하이 세계금융센터가 그 다음을 따르고 있다. 동방명주탑은 세계에서는 다섯 번 째로 높은 타워(Tower)이었다
동방명주의 내부에는 267미터 높이의 회전하는 식당이 있다. 이곳에는 전시 시설과 소규모 쇼핑센터도 포함되어 있다. 또한 두 개의 큰 구 사이에 스페이스 호텔이라고 불리는 20개의 방이 있다. 그리고 상부 관찰 플랫폼에는 야외에 1.5인치 유리 플로어가 있다.
2007년에는 중국의 “살아있는 지구” 콘서트를 주최하기도 했으며, 2010년 9월 11일에는 대한항공 스타리그 2010 Season 2 결승전이 개최됐다.
동방명주는 옥판에 떨어지는 진주와 파이프라인 악기의 아름다운 스프링 사운드에 대한 배주이의 당나라 시 송의 시를 바탕으로 한다고 전해진다. 그러나 디자이너 장 화청은 이 탑을 디자인할 때 염두에 둔 시가 없다고 말했다.

## 2010년 낙뢰 사건
2010년 4월 13일 새벽, 천둥과 비바람이 몰아친 상하이에서 사건이 발생했다. 2시 20분경, 상하이 방송탑 꼭대기에서 벼락이 떨어져 불이 났다. 이로 인해 방송탑에 화재가 발생했지만 1시간도 채 걸리지 않아 소방대원들에 의해 진화되었다. 조사 결과, 발사 안테나가 낙뢰를 맞고 안테나를 보호하는 커버에 불이 붙은 것으로 밝혀졌다. 일부 엔지니어들은 안테나의 장기간 유지보수 부족으로 인해 마스크가 노후화되었을 가능성도 제기했다. 또한, 동방명주가 사용하는 피뢰시설인 '반도체 소장침 피뢰침'은 노후화되면 낙뢰에 의한 화재에도 취약하다는 점이 지적되었다. 이러한 종류의 피뢰침은 유지보수가 쉽지 않아 1990년대 중반 이후 유지보수가 거의 이루어지지 않았다. 다행히 화재는 제때 진화되었고, 관련 장비 피해는 없었으며, 방송 송·수신과 일상 관광에도 지장이 없었다.

## 같이 보기
- 상하이시의 마천루 목록